# 縫補靈魂的天使
《縫補靈魂的天使》（英語：Redeeming Love）是一部於2022年上映的美國基督西部愛情片。改編自法蘭辛·瑞維斯的1991年同名小説。該片由D·J·克魯索指導，並與原著作者共同撰寫劇本；故事背景設定於1850年代的加州掏金熱。

## 演員
- 艾比蓋兒·考恩 飾 Angel
- Tom Lewis	飾 Michael Hosea
- 芳姬·詹森 飾 Duchess
- 羅根·馬歇爾-格林 飾 Paul
- 妮娜·杜波夫 飾 Mae
- 艾瑞克·丹恩 飾 Duke
- 吳可熙 飾 Mai Ling

## 外部連結
- 官方網站 （页面存档备份，存于）
- 互联网电影数据库（IMDb）上《縫補靈魂的天使》的资料（英文）